# Encyclia
Encyclia – rodzaj roślin z rodziny storczykowatych (Orchidaceae). Obejmuje 171 gatunków oraz 24 hybrydy występujące w Ameryce Północnej, Środkowej i Południowej w takich krajach i regionach jak: Argentyna, Bahamy, Belize, Boliwia, Brazylia, Kajmany, Kolumbia, Kostaryka, Kuba, Dominikana, Ekwador, Salwador, Gujana Francuska, Gwatemala, Gujana, Floryda, Haiti, Honduras, Jamajka, Meksyk, Nikaragua, Panama, Paragwaj, Peru, Portoryko, Surinam, Trynidad i Tobago, Wenezuela, Turks i Caicos.

## Systematyka
Rodzaj sklasyfikowany do podplemienia Laeliinae w plemieniu Epidendreae, podrodzina epidendronowe (Epidendroideae), rodzina storczykowate (Orchidaceae), rząd szparagowce (Asparagales) w obrębie roślin jednoliściennych.
Wykaz gatunków
- Encyclia acapulcensis Viccon, Cetzal & Carnevali
- Encyclia acutifolia Schltr.
- Encyclia adenocarpos (Lex.) Schltr.
- Encyclia adenocaula (Lex.) Schltr.
- Encyclia advena (Rchb.f.) Porto & Brade
- Encyclia aenicta Dressler & G.E.Pollard
- Encyclia alata (Bateman) Schltr.
- Encyclia albopurpurea (Barb.Rodr.) Porto & Brade
- Encyclia alboxanthina Fowlie
- Encyclia altissima Schltr.
- Encyclia amazonica Brongn. ex Neumann
- Encyclia ambigua (Lindl.) Schltr.
- Encyclia andrichii L.C.Menezes
- Encyclia androsiana Sauleda
- Encyclia angustifolia (Sw.) Schltr.
- Encyclia angustiloba Schltr.
- Encyclia archilarum W.E.Higgins
- Encyclia argentinensis (Speg.) Hoehne
- Encyclia aspera (Lindl.) Schltr.
- Encyclia asperula Dressler & G.E.Pollard
- Encyclia atrorubens (Rolfe) Schltr.
- Encyclia auyantepuiensis Carnevali & I.Ramírez
- Encyclia belizensis (Rchb.f.) Schltr.
- Encyclia betancourtiana Carnevali & I.Ramírez
- Encyclia bicalhoi V.P.Castro & Bohnke
- Encyclia bipapularis (Rchb.f.) Acuña
- Encyclia bocourtii Múj.Benítez & Pupulin
- Encyclia bohnkiana V.P.Castro & Campacci
- Encyclia bracteata Schltr. ex Hoehne
- Encyclia bractescens (Lindl.) Hoehne
- Encyclia bradfordii (Griseb.) Carnevali & I.Ramírez
- Encyclia bragancae Ruschi
- Encyclia caicensis Sauleda & R.M.Adams
- Encyclia cajalbanensis Múj.Benítez, Bocourt & Pupulin
- Encyclia calderoniae Soto Arenas
- Encyclia candollei (Lindl.) Schltr.
- Encyclia ceratistes (Lindl.) Schltr.
- Encyclia chapadensis L.C.Menezes
- Encyclia chiapasensis Withner & D.G.Hunt
- Encyclia chloroleuca (Hook.) Neumann
- Encyclia conchaechila (Barb.Rodr.) Porto & Brade
- Encyclia contrerasii R.González
- Encyclia cordigera (Kunth) Dressler
- Encyclia correllii Sauleda
- Encyclia cyperifolia (C.Schweinf.) Carnevali & I.Ramírez
- Encyclia davidhuntii Withner & M.Fuente
- Encyclia delacruzii W.E.Higgins & Archila
- Encyclia dichroma (Lindl.) Schltr.
- Encyclia dickinsoniana (Withner) Hamer
- Encyclia diota (Lindl.) Schltr.
- Encyclia diurna (Jacq.) Schltr.
- Encyclia dressleri Beutelsp. & Mor.-Mol.
- Encyclia duveenii Pabst
- Encyclia elegantula Dressler
- Encyclia enriquearcilae Carnevali & Cetzal
- Encyclia fehlingii (Sauleda) Sauleda & R.M.Adams
- Encyclia ferreirae Campacci & J.B.F.Silva
- Encyclia fimbriata C.A.Bastos, Van den Berg & Meneguzzo
- Encyclia flabellata (Lindl.) B.F.Thurst. & W.R.Thurst.
- Encyclia fowliei Duveen
- Encyclia fucata (Lindl.) Schltr.
- Encyclia gallopavina (Rchb.f.) Porto & Brade
- Encyclia garciae-esquivelii Carnevali & I.Ramírez
- Encyclia gonzalezii L.C.Menezes
- Encyclia grahamii (Hook.) Bosmenier, Esperon & Sauleda
- Encyclia granitica (Lindl.) Schltr.
- Encyclia gravida (Lindl.) Schltr.
- Encyclia grisebachiana (Cogn.) Acuña
- Encyclia guadalupeae R.González & Alvarado
- Encyclia guanahacabibensis Sauleda & Esperon
- Encyclia guatemalensis (Klotzsch) Dressler & G.E.Pollard
- Encyclia guentheriana (Kraenzl.) R.Vásquez
- Encyclia guianensis Carnevali & G.A.Romero
- Encyclia halbingeriana Hágsater & Soto Arenas
- Encyclia hamiltonii Sauleda & Esperon
- Encyclia hanburyi (Lindl.) Schltr.
- Encyclia havanensis O.Bello, Esperon & Sauleda
- Encyclia hermentiana Brongn. ex Neumann
- Encyclia holguinensis Soto Calvo, Esperon & Sauleda
- Encyclia howardii (Ames & Correll) Hoehne
- Encyclia huertae Soto Arenas & R.Jiménez
- Encyclia ibanezii Archila & W.E.Higgins
- Encyclia inaguensis Nash ex Britton & Millsp.
- Encyclia incumbens (Lindl.) Mabb.
- Encyclia inopinata Leopardi, Carnevali & G.A.Romero
- Encyclia ionosma (Lindl.) Schltr.
- Encyclia isochila (Rchb.f.) Dod
- Encyclia ivoniae Carnevali & G.A.Romero
- Encyclia jenischiana (Rchb.f.) Porto & Brade
- Encyclia joaosaiana Campacci & Bohnke
- Encyclia kennedyi (Fowlie & Withner) Hágsater
- Encyclia kermesina (Lindl.) P.Ortiz
- Encyclia kingsii (C.D.Adams) Nir
- Encyclia leucantha Schltr.
- Encyclia linearifolioides (Kraenzl.) Hoehne
- Encyclia lineariloba Withner
- Encyclia lopezii Leopardi & Carnevali
- Encyclia lorata Dressler & G.E.Pollard
- Encyclia mapuerae (Huber) Brade & Pabst
- Encyclia maravalensis Withner
- Encyclia meliosma (Rchb.f.) Schltr.
- Encyclia microbulbon (Hook.) Schltr.
- Encyclia microtos (Rchb.f.) Hoehne
- Encyclia moebusii H.Dietr.
- Encyclia monteverdensis M.A.Díaz & Ackerman
- Encyclia mooreana (Rolfe) Schltr.
- Encyclia naranjapatensis Dodson
- Encyclia navarroi Vale & D.Rojas
- Encyclia nematocaulon (A.Rich.) Acuña
- Encyclia obtusa (A.DC.) Schltr.
- Encyclia ochrantha (A.Rich.) Withner
- Encyclia oestlundii (Ames, F.T.Hubb. & C.Schweinf.) Hágsater & Stermitz
- Encyclia oliveirana Campacci
- Encyclia oncidioides (Lindl.) Schltr.
- Encyclia osmantha (Barb.Rodr.) Schltr.
- Encyclia ossenbachiana Pupulin
- Encyclia oxypetala (Lindl.) Schltr.
- Encyclia oxyphylla Schltr.
- Encyclia pachyantha (Lindl.) Hoehne
- Encyclia papillosa (Bateman ex Lindl.) Aguirre-Olav.
- Encyclia parallela (Lindl.) P.Ortiz
- Encyclia parkeri Reina-Rodr. & Leopardi
- Encyclia parviflora (Regel) Withner
- Encyclia parviloba (Fawc. & Rendle) Nir
- Encyclia patens Hook.
- Encyclia patriciana (J.S.Moreno & Campacci) J.M.H.Shaw
- Encyclia pauciflora (Barb.Rodr.) Porto & Brade
- Encyclia peraltensis (Ames) Dressler
- Encyclia perplexa (Ames, F.T.Hubb. & C.Schweinf.) Dressler & G.E.Pollard
- Encyclia phoenicea (Lindl.) Neumann
- Encyclia picta (Lindl.) Hoehne
- Encyclia pilosa (C.Schweinf.) Carnevali & I.Ramírez
- Encyclia plicata (Lindl.) Schltr.
- Encyclia pollardiana (Withner) Dressler & G.E.Pollard
- Encyclia profusa (Rolfe) Dressler & G.E.Pollard
- Encyclia pyriformis (Lindl.) Schltr.
- Encyclia randii (L.Linden & Rodigas) Porto & Brade
- Encyclia recurvata Schltr.
- Encyclia remotiflora (C.Schweinf.) Carnevali & I.Ramírez
- Encyclia replicata (Lindl. & Paxton) Schltr.
- Encyclia richardiana Rodr.Seijo, Esperon & Sauleda
- Encyclia rodolfoi Archila, Chiron & Véliz
- Encyclia rosariensis Múj.Benítez, R.Pérez & Pupulin
- Encyclia rufa (Lindl.) Britton & Millsp.
- Encyclia rzedowskiana Soto Arenas
- Encyclia sabanensis Vale, Pérez-Obr. & Faife
- Encyclia sagrana (A.Rich.) Soto Calvo, Esperon & Sauleda
- Encyclia sclerocladia (Lindl.) Hoehne
- Encyclia seidelii Pabst
- Encyclia selligera (Bateman ex Lindl.) Schltr.
- Encyclia silverarum Leopardi & Carnevali
- Encyclia spatella (Rchb.f.) Schltr.
- Encyclia spiritusanctensis L.C.Menezes
- Encyclia steinbachii Schltr.
- Encyclia stellata (Lindl.) Schltr.
- Encyclia suaveolens Dressler
- Encyclia tampensis (Lindl.) Small
- Encyclia thienii Dodson
- Encyclia thrombodes (Rchb.f.) Schltr.
- Encyclia trachycarpa (Lindl.) Schltr.
- Encyclia trachychila (Lindl.) Schltr.
- Encyclia trautmannii Senghas
- Encyclia triangulifera (Rchb.f.) Acuña
- Encyclia tuerckheimii Schltr.
- Encyclia unaensis Fowlie
- Encyclia uxpanapensis Salazar
- Encyclia viridiflora Hook.
- Encyclia withneri (Sauleda) Sauleda & R.M.Adams
- Encyclia xerophytica Pabst
- Encyclia xipheres (Rchb.f.) Schltr.
- Encyclia yauaperyensis (Barb.Rodr.) Porto & Brade

Wykaz hybryd
- Encyclia × adamsii Sauleda Sauleda
- Encyclia × alcardoi V.P.Castro & Chiron V.P.Castro & Chiron
- Encyclia × bajamarensis Sauleda & R.M.Adams Sauleda & R.M.Adams
- Encyclia × breueriana V.P.Castro & Speckm. V.P.Castro & Speckm.
- Encyclia × camagueyensis Rodr.Seijo, Gonz.Estév., Sauleda, Risco Vill. & Esperon Rodr.Seijo, Gonz.Estév., Sauleda, Risco Vill. & Esperon
- Encyclia × carbonitensis Campacci Campacci
- Encyclia × celiamirandae Campacci & G.F.Carr Campacci & G.F.Carr
- Encyclia × cordistes Sauleda Sauleda
- Encyclia × darieniana Esperon & Sauleda Esperon & Sauleda
- Encyclia × esperonii Rodr.Seijo & Sauleda Rodr.Seijo & Sauleda
- Encyclia × fabianae B.P.Faria, A.D.Santana & Péres Junior B.P.Faria, A.D.Santana & Péres Junior
- Encyclia × gracilis (Lindl.) Schltr. (Lindl.) Schltr.
- Encyclia × guzinskii Sauleda & R.M.Adams Sauleda & R.M.Adams
- Encyclia × hillyerorum Sauleda & R.M.Adams Sauleda & R.M.Adams
- Encyclia × jequitinhonhensis Campacci & Bohnke Campacci & Bohnke
- Encyclia × jezuinae Campacci & G.F.Carr Campacci & G.F.Carr
- Encyclia × knowlesii Sauleda & R.M.Adams Sauleda & R.M.Adams
- Encyclia × lleidae Sauleda & R.M.Adams Sauleda & R.M.Adams
- Encyclia × nizanburyi Pérez-García & Hágsater Pérez-García & Hágsater
- Encyclia × nizandensis Pérez-García & Hágsater Pérez-García & Hágsater
- Encyclia × osmentii Sauleda & Esperon Sauleda & Esperon
- Encyclia × padreortizii Sauleda Sauleda
- Encyclia × raganii Sauleda & R.M.Adams Sauleda & R.M.Adams
- Encyclia × verboonenii V.P.Castro & Campacci V.P.Castro & Campacci